# Népomucène Lemercier
Pour les articles homonymes, voir Lemercier.
Louis-Jean-Népomucène Lemercier, né le 21 avril 1771 à Paris où il est mort le 7 juin 1840, est un poète et dramaturge français.

## Biographie
Népomucène Lemercier, dont le père était secrétaire des commandements après avoir été intendant du comte de Toulouse et du duc de Penthièvre, eut pour marraine la princesse de Lamballe. Un accident survenu dans l'enfance le laisse en partie paralysé durant le restant de ses jours. « Au sortir de l'enfance, écrit Jean-François Ducis, pour guérir son jeune corps dont la moitié avait été frappée de paralysie, il a passé par toutes les tortures, et il a monté de supplice en supplice dans la sphère supérieure qu'il habite. Il tient dans sa main les rênes de ce corps, il en conduit avec sagesse et fermeté la partie vivante et la partie morte. Dans la partie vivante existe son âme, avec des redoublements d'esprit, une étendue de vues, une audace de conception, qui en font pour moi un phénomène charmant, tandis que la partie morte en fait pour moi un martyr qui m'attendrit, un héros de la douleur qui m'étonne, et c'est tout cela qui m'explique les grandes passions qu'il a inspirées et ressenties, car les femmes ont des yeux pour comprendre et adorer ces prodiges. »
Il est protégé, à ses débuts, par la reine Marie-Antoinette qui ordonne, alors qu'il n'est âgé que de 17 ans, de créer sa tragédie de Méléagre, qui n'eut toutefois qu'une seule représentation, bien que la pièce, jouée en présence de la reine, de la princesse et de toute la cour, ait été applaudie triomphalement. Mais le jeune homme déclare aux comédiens le lendemain matin : « Messieurs, mon succès d'hier m'a beaucoup touché, mais ne m'a pas fait illusion. Ma pièce est une œuvre d'enfant, c'est un enfant que le public a applaudi pour l'encourager; je n'ai qu'une manière de me montrer digne de son indulgence, c'est de ne pas en abuser. De telles bontés ne se renouvellent pas. Je retire mon ouvrage, et je tâcherai que ma seconde tragédie soit plus digne de vos talents. »
Il donne ensuite, en 1792, un drame en vers, Clarisse Harlowe, inspiré du roman de Samuel Richardson, qui fait dire que l'auteur n'est « pas assez roué pour peindre les roueries ».
Partisan de la Révolution, mais ennemi de ses excès, il les dénonce en 1795 dans Le Tartufe révolutionnaire, rempli d'allusions politiques audacieuses et qui est supprimé après la cinquième représentation. Puis il donne en 1796 une tragédie, Le Lévite d'Éphraïm avant de faire jouer, l'année suivante, son Agamemnon qui remporte un grand succès et apporte la célébrité à son auteur. On crie au génie et on se dispute dès lors Népomucène Lemercier dans les salons du Directoire — chez Mme Tallien, Mme Pourrat ou Mme de Staël — où il est tenu, selon Talleyrand, pour « l'homme de France qui cause le mieux ».
C'est à cette époque qu'il accepte, par défi, de traduire en vers, sans choquer la bienséance, les œuvres licencieuses du cabinet de Naples. Il compose Les Quatre Métamorphoses (1798), c'est-à-dire celles, sous l'effet de la passion amoureuse, de Diane en chèvre, de Jupiter en aigle, de Vulcain en tigre et de Bacchus en vigne.
Il compose également un drame historique en prose, Pinto, ou la Journée d'une conspiration (1800) qui met en scène la révolution qui porta le duc de Bragance sur le trône du Portugal et annonce le drame romantique : « De cette œuvre, observe Charles Labitte, aurait daté la rénovation de la scène française, s'il n'eût été coupé court aux hardiesses par la régularité de l'Empire. »
Lemercier a d'abord été lié avec Bonaparte. Il a fréquenté son salon dès son mariage avec Joséphine et sa tragédie d’Ophis, sur un sujet égyptien, a été représentée le jour même où l'on apprenait à Paris la nouvelle des succès militaires de l'expédition d'Égypte : plusieurs passages en ont été vivement applaudis en l'honneur du héros du jour. Après le 18 Brumaire, Lemercier est l'hôte régulier de la Malmaison, mais sa franchise commence à indisposer le Premier Consul, qui l'appelle « mon petit romain » : il lui prédit que, s'il rétablissait la monarchie, il ne règnerait pas dix ans ; lorsque l'Empire est proclamé, il renvoie sa Légion d'honneur. Dès lors, il est en butte à la censure impériale, évite tout contact autre que purement protocolaire avec Napoléon, ne paraissant aux Tuileries qu'aux réceptions solennelles de l'Académie française, où il est élu le 11 avril 1810. Il réduit fortement son activité littéraire. À l'Empereur qui lui demandait un jour : « Et vous, Lemercier, quand nous donnerez-vous quelque chose ? », il osa répondre : « Sire, j'attends ! »
Néanmoins, à la chute de l'Empire, son inspiration s'est tarie. S'il publie en 1819 son œuvre la plus connue, La Panhypocrisiade ou la comédie infernale du XVIe siècle, le texte en avait été presque complètement terminé sous le Consulat. C'est un ouvrage étrange, déjà nettement romantique, « une sorte de chimère littéraire, dit Victor Hugo, une espèce de monstre à trois têtes, qui chante, qui rit et qui aboie. » La critique n'est pas tendre pour cette œuvre étonnante. « Il y a dans cette œuvre, écrivit Charles Nodier dans Le Journal des Débats, tout ce qu'il fallait de ridicule pour gâter toutes les épopées de tous les siècles, et, à côté de cela, tout ce qu'il fallait d'inspiration pour fonder une grande réputation littéraire. Ce chaos monstrueux de vers étonnés de se rencontrer ensemble rappelle de temps en temps ce que le goût a de plus pur. C'est quelquefois Rabelais, Aristophane, Lucien, Milton, à travers le fatras d'un parodiste de Chapelain. » Le poème fait surtout penser aux Tragiques d'Agrippa d'Aubigné, dont il retrouve les accents d'indignation et la poésie étrange.
L'essor du mouvement romantique fait apparaître Lemercier décalé et démodé. Ses ouvrages n'obtiennent plus guère de succès, à l'exception de sa tragédie de Frédégonde et Brunehaut (1821), qui est reprise en 1842 au Théâtre-Français par Rachel, qui n'obtient pas grand succès. 
Oubliant que lui-même, en avance sur son temps, a été traité de fou sous l'Empire, il vitupère les Romantiques. Lorsqu'on lui dit qu'ils sont ses enfants, il répond : « Oui, des enfants trouvés ! ».
Lemercier est le plus ferme opposant à l'élection de Victor Hugo à l'Académie française, où, ironie du sort, c'est Hugo qui lui succédera, au siège no 14. Conformément à l'usage, Victor Hugo prononce lors de son intronisation, le 5 juin 1841, l'éloge — resté célèbre — de celui qui fut son plus ferme opposant. Lors de ce discours, Hugo cite le poète parmi les rares qui ne se sont pas agenouillés devant Napoléon.
Lemercier est enterré au cimetière du Père-Lachaise (30e division).

## Œuvres

### Théâtre
- Méléagre, tragédie en 5 actes (1788)
- Clarisse Harlowe, drame, en vers (1792)
- Le Tartufe révolutionnaire, comédie en 5 actes, en vers (1795)
- Le Lévite d'Éphraïm, tragédie en 3 actes (1796)
- Agamemnon, tragédie en 5 actes, représentée au théâtre de la République le 5 floréal an V (24 avril 1797)
- La Prude, comédie (1797)
- Ophis, tragédie en 5 actes, représentée au théâtre de la République le 2 nivôse an VII (1798)
- Pinto, ou la Journée d'une conspiration, comédie historique, créée au théâtre de la République le 1er germinal an VIII (22 mars 1800)
- Isule et Orovèse, tragédie en 5 actes (1803)
- Baudouin, empereur, tragédie en 3 actes (1808)
- Plaute ou la Comédie latine, comédie en 3 actes, en vers, représentée à la Comédie-Française le 20 janvier 1808
- Christophe Colomb, comédie historique en 3 actes, en vers, représentée sur le théâtre de S. M. l'Impératrice et Reine le 7 mars 1809
- Charlemagne, tragédie en 5 actes, représentée à la Comédie-Française le 27 juin 1816
- Le Frère et la Sœur jumeaux, comédie en 3 actes, en vers, représentée au théâtre de l'Odéon le 7 novembre 1816
- Le Faux Bonhomme, comédie en 3 actes tombée dès le commencement du 3e acte, représentée au théâtre français le 25 janvier 1817
- Le Complot domestique, ou le Maniaque supposé, comédie en 3 actes et en vers, représentée au théâtre de l'Odéon le 16 juin 1817
- Ismaël au désert ou l'Origine du peuple arabe, scène orientale en vers (1801), représentée au théâtre de l'Odéon le 23 janvier 1818 (sous le titre Agar et Ismaël, ou l'Origine du peuple arabe)
- La Démence de Charles VI, tragédie en 5 actes (1820), devait être représentée au théâtre de l'Odéon le 25 septembre 1820
- Clovis, tragédie en 5 actes (1820)
- Frédégonde et Brunehaut, tragédie en 5 actes, représentée au Second théâtre français le 27 mars 1821
- Louis IX en Égypte, tragédie en 5 actes, représentée au Second théâtre français le 5 août 1821
- Le Corrupteur, comédie en 5 actes et en vers, terminée le 22 novembre 1812, représentée au Second Théâtre-Français le 26 novembre 1822
- Dame Censure, ou la Corruptrice, tragi-comédie en 1 acte et en prose (1823)
- Richard III et Jeanne Shore, drame historique en 5 actes et en vers, imité de Shakespeare et de Rowe (1824)
- Les Martyrs de Souli, ou l'Épire moderne, tragédie en 5 actes (1825) inspirée des écrits de François Pouqueville.
- Camille, ou le Capitole sauvé, tragédie en 5 actes (1826)
- Les Deux filles spectres, mélodrame en 3 actes et en prose, représenté au théâtre de la Porte-Saint-Martin le 8 novembre 1827
- L'Ostracisme, comédie (1828)
- Richelieu ou la Journée des dupes, comédie en 5 actes, en vers
- Les Serfs polonais, mélodrame en 3 actes, représenté au théâtre de l'Ambigu le 15 juin 1830
- L'Héroïne de Montpellier, mélodrame en 5 actes, représenté au théâtre de la Porte-Saint-Martin le 7 novembre 1835

### Poésies et varia
- Épître d'un prisonnier délivré de la Bastille (1789)
- Les Quatre Métamorphoses (1798)
- Homère, poème (1800)
- Alexandre, poème (1800)
- Les Trois fanatiques, poème (1801)
- Un de mes songes ou quelques vers sur Paris (1802)
- Les Âges français, poème en 15 chants (1803)
- Hérologues, ou Chants des poètes rois (1804)
- L'Homme renouvelé, récit moral en vers (1804)
- Traduction des Vers dorés de Pythagore et de deux idylles de Théocrite (1806)
- Discours de la nature (1806)
- Épître à Talma (1807)
- Essais poétiques sur la théorie Newtonienne tirés de l'Atlantiade [...] - Paris : Collin (1808)
- L'Atlantiade ou la théogonie newtonienne, poème en 6 chants (1812) : Bizarre poème didactique où des divinités allégoriques représentent le calorique, l'oxygène, le phosphore, etc.
- Ode sur le doute des vrais philosophes (1812)
- Épître à Bonaparte sur le bonheur de la vertu (1814)
- Épître à Bonaparte, sur le bruit répandu qu'il projetait d'écrire des commentaires historiques (1814)
- Réflexions d'un Français, sur une partie factieuse de l'armée française (1815)
- La Mérovéide ou les champs catalauniques, poème en 14 chants (1818)
- Du Second Théâtre-français, ou Instruction relative à la déclamation dramatique (1818)
- La Panhypocrisiade ou la comédie infernale du XVIe siècle, poème en 16 chants (1819)
- Moïse, poème (1819 et 1823)
- Cours analytique de littérature générale, 4 vol. (1820) : Recueil des leçons données à l'Athénée de 1811 à 1814.
- Chant pythique sur l'alliance européenne (1820)
- Ode à notre âge analytique (1820)
- Le Paysan albigeois (1823)
- Chants héroïques des montagnards et matelots grecs, traduits en vers français (1824-1825)
- Ode à la mémoire du Comte de Souza (1825)
- Almînti, ou le Mariage sacrilège, roman physiologique (1834)
- Ode à l'hymen, mise en musique par Luigi Cherubini
- Ode sur la Melpomène des Français